# Han Xiaopeng
Han Xiaopeng (en chino: 韩晓鹏; Pei, 13 de diciembre de 1983) es un deportista chino que compitió en esquí acrobático, especialista en la prueba de salto aéreo.
Participó en los Juegos Olímpicos de Invierno, entre los años 2002 y 2010, obteniendo una medalla de oro en Turín 2006, en la prueba de salto aéreo.
Ganó una medalla de oro en el Campeonato Mundial de Esquí Acrobático de 2007.

## Medallero internacional
| Juegos Olímpicos   | Juegos Olímpicos              | Juegos Olímpicos | Juegos Olímpicos |
| Año                | Lugar                         | Medalla          | Competición      |
| ------------------ | ----------------------------- | ---------------- | ---------------- |
| 2006               | Turín (Italia)                | Medalla de oro   | Salto aéreo      |
| Campeonato Mundial |                               |                  |                  |
| Año                | Lugar                         | Medalla          | Competición      |
| 2007               | Madonna di Campiglio (Italia) | Medalla de oro   | Salto aéreo      |